# Guintomoyan

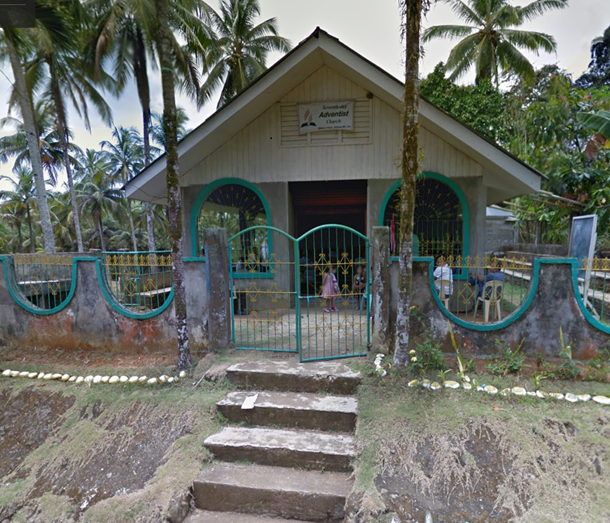
Kirche der Siebenten-Tags-Adventisten in Guintomoyan

Guintomoyan ist ein Ortsteil (Barangay) der Verwaltungsgemeinde (Municipality) Jimenez in Misamis Occidental, Nord Mindanao, Philippinen. Sie liegt ca. 7 km westlich der Kernortschaft Jimenez in bergigem Gelände und 761 km (Luftlinie) südöstlich der Landeshauptstadt Manila.
Die Ortschaft besteht aus einer Anreihung von Farmhäusern auf Hängen und Kämmen an einer teilweise unbefestigten Zufahrtsstraße und liegt 243 m über dem Meeresspiegel. Im Ort leben 625 Einwohner (2015).
Die Einwohner sind zumeist Landwirte, die Mais und Kokosnüsse anbauen, aber auch Viehzucht (Rinder, Ziegen, Hühner, Schweine usw.) betreiben.
Neben Katholiken gibt es eine große Gruppe der protestantischen Freikirche, der Siebenten-Tags-Adventisten, die in der Gegend um Jimenez einen Schwerpunkt haben; beide Religionen haben jeweils eine eigene kleine Kirche in Guintomoyan.